# Vipavska dolina
Vipavska dolina – dolina w południowo-zachodniej Słowenii.
Przepływa przez nią rzeka Vipava, będąca dopływem Soczy. Jej długość wynosi 45 km. Graniczy z płaskowyżem Hrušica oraz masywami Nanosu i Trnovskiego Gozdu.
Ze względu na swój łagodny klimat stanowi region winiarski i sadowniczy.
Główne miejscowości położone w dolinie to Ajdovščina i Vipava.